# Malleret-Boussac
Malleret-Boussac é uma comuna francesa na região administrativa da Nova Aquitânia, no departamento de Creuse. Estende-se por uma área de 25,43 km². Em 2010 a comuna tinha 194 habitantes (densidade: 7,6 hab./km²).